# Juwanna Mann
Juwanna Mann (em Portugal: Juwanna Mann - O Renascer de uma Estrela) é um filme norte-americano de 2002 do gênero comédia, dirigido por Jesse Vaughan e estrelado por Miguel A. Nunez Jr., Vivica A. Fox. Estreou em 21 de Junho de 2002.
O filme, que foi gravado na cidade de Charlotte na Carolina do Norte, arrecadou 15 milhões de dólares.
Kim Wayans interpreta uma das jogadoras do clube de Juwanna; Kim é irmã de Damon Wayans, que interpreta o personagem Michael Kyle de My Wife and Kids (br: Eu, a Patroa e as Crianças), série que ela também já dirigiu e produziu.

## Enredo
O filme narra a história de um jogador de Basket ball conhecido como Jammal Jeffers . Jamal por sua vez é um jogador muito popular e muito exaltado , Tal atitude faz com que ele seja expulso da Liga Masculina de Basquete , fazendo com que o mesmo se transforme em uma mulher que será conhecida como Juwanna Mann . Juwanna Mann jogará tão bem que ficará muito famosa e popular , mais não sabendo suas colegas de time , que Juwanna Mann era um homem.